# Biała (rejon kamieniecki)
Biała (biał. Белая, Biełaja; ros. Белая, Biełaja) – wieś na Białorusi, w obwodzie brzeskim, w rejonie kamienieckim, w sielsowiecie Kamieniuki. W 2009 liczyła 48 mieszkańców.
W latach 1921–1939 należała do gminy Białowieża.
Według Powszechnego Spisu Ludności z 1921 roku wieś zamieszkiwały 74 osoby, wśród których 7 było wyznania mojżeszowego. Jednocześnie wszyscy mieszkańcy zadeklarowali polską przynależność narodową.